# Produktionsförhållanden
Produktionsförhållanden (tyska: Produktionsverhältnisse) är ett begrepp vilket används för att beteckna samhällsmedlemmarnas relationer till produktionsmedlen och produktionsresultatet.
Till produktionsförhållandena hör bland annat ett samhälles egendomsförhållanden, maktförhållanden, arbetsförhållanden och fördelningsförhållanden.